# Richard Friedländer

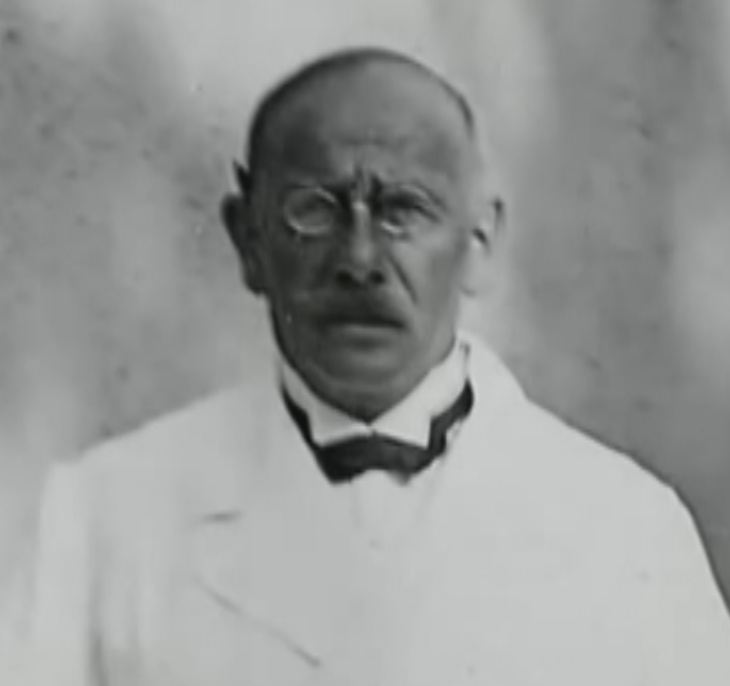
Richard Friedländer (1936)

Richard Friedländer (* 15. Februar 1881 in Berlin; † 18. Februar 1939 im KZ Buchenwald) war ein deutscher jüdischer Kaufmann, Häftling im KZ Buchenwald und Opfer der Shoa. Er war Stiefvater von Magda Goebbels.

## Leben
Friedländer entstammte einer gutsituierten jüdischen Berliner Kaufmannsfamilie. Nach dem Besuch der Volksschule und einer Aufbauschule erlernte er den Beruf des Kaufmanns und war später als Angestellter in Brüssel tätig. Hier heiratete er 1908 Auguste Behrend, geschiedene Ritschel, die ihr ledig geborenes Kind Magda mit in die Ehe brachte. Friedländer adoptierte das Mädchen, so dass es seinen Namen bekam. Magda war jedoch nicht von der Mutter erzogen worden, sondern von belgischen Nonnen des Ordens der Ursulinen von Virgo Fidelis, die ihr eine „katholische, musisch und fremdsprachlich exzellente Erziehung“ angedeihen ließen.
Als Magda Friedländer 1921 das erste Mal heiratete, verlangte der künftige Ehemann, der Industrielle Günter Quandt, dass sie ihren durch Adoption erworbenen jüdischen Namen ablegen solle, der nicht zu einer protestantischen Familie passe. Daraufhin verlieh ihr leiblicher Vater, der geschiedene erste Ehemann ihrer Mutter, ihr seinen Namen „Ritschel“, so dass dieser Heirat nichts mehr im Wege stand.
Nachdem die Ehe 1929 wieder geschieden worden war, heiratete sie 1931 den damaligen Berliner NSDAP-Gauleiter und späteren Reichspropagandaminister Joseph Goebbels.
Zwischenzeitlich hatte sich auch Friedländer von Magdas Mutter scheiden lassen. 1927 heiratete er in Berlin-Wilmersdorf die evangelische Hausangestellte Erna Charlotte Günther (1899–1943).

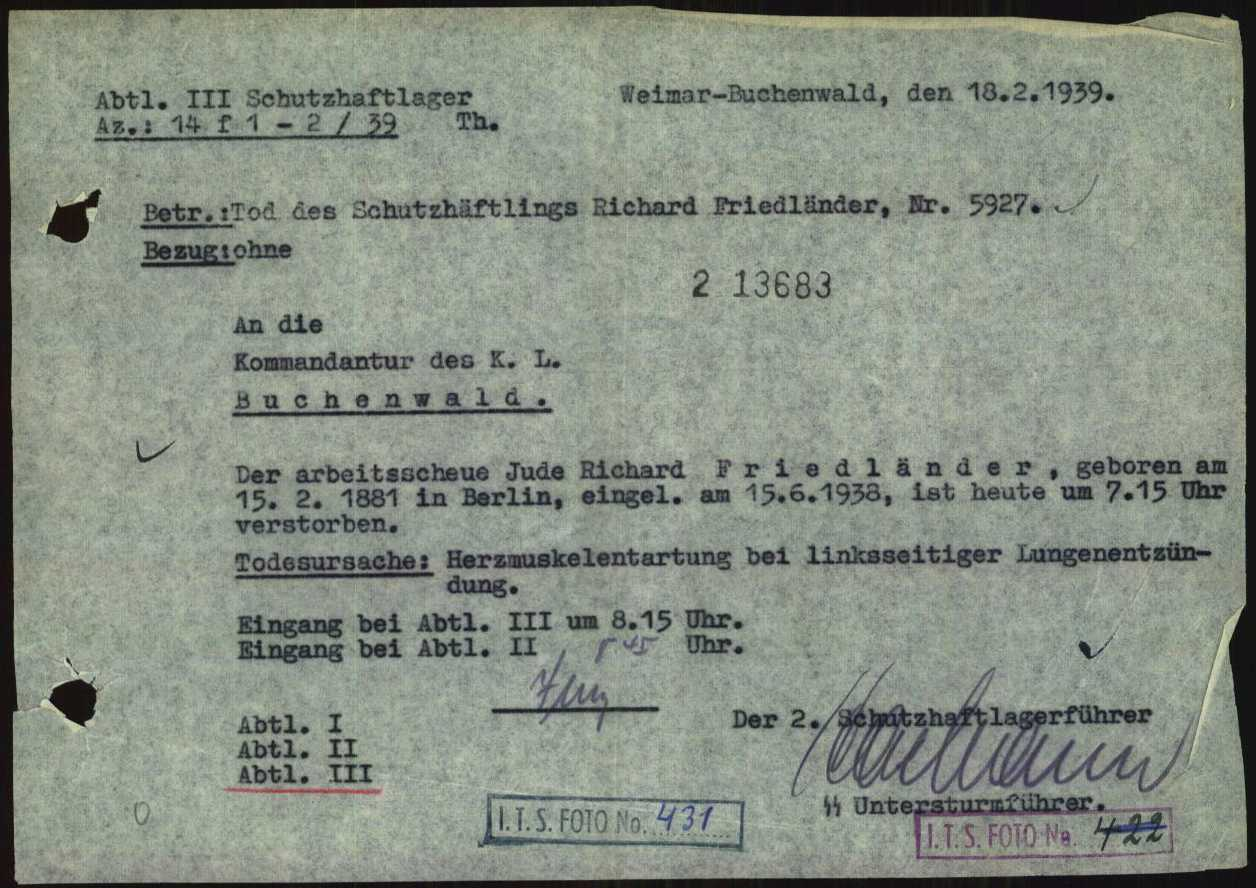
Buchenwalder Todesbericht

Seit der Hochzeit mit Quandt hatte Magda jeden Kontakt mit ihrem ehemaligen Nennvater Richard Friedländer vermieden. Dieser war inzwischen verarmt und musste sich mit Gelegenheitsarbeiten als Hilfskellner durchs Leben schlagen. Am 15. Juni 1938 wurde er im Rahmen der so genannten Juni-Aktion „Arbeitsscheu Reich“ in das KZ Buchenwald deportiert. Dort musste er, gesundheitlich schon angeschlagen, schwere Arbeit im Steinbruch verrichten, die in Verbindung mit den katastrophalen Lebensbedingungen zu seinem Tod führte. Der Sterbeschein des Lagerarztes vermerkte als Todesursache die häufig gebrauchte und daher nur wenig über die tatsächlichen Gründe aussagende Formel „Herzmuskelentartung bei Lungenentzündung“. Seine Urne wurde den Angehörigen per Nachnahme gegen Zahlung von 93 Reichsmark nach Berlin zugestellt. Sie wurde auf dem jüdischen Friedhof Berlin-Weißensee beigesetzt. Seine Witwe nahm sich 1943 in ihrer Wohnung in Berlin-Wilmersdorf durch Gas das Leben.